# لکسی (خواننده)
لکسی (به انگلیسی: Lexy)با نام اصلی هوانگ هیو-سوک (به انگلیسی: Hwang Hyo-sook)(زاده ۳ می ۱۹۷۷) رپر کره‌ای است.